# Pfarrkirche Walchsee

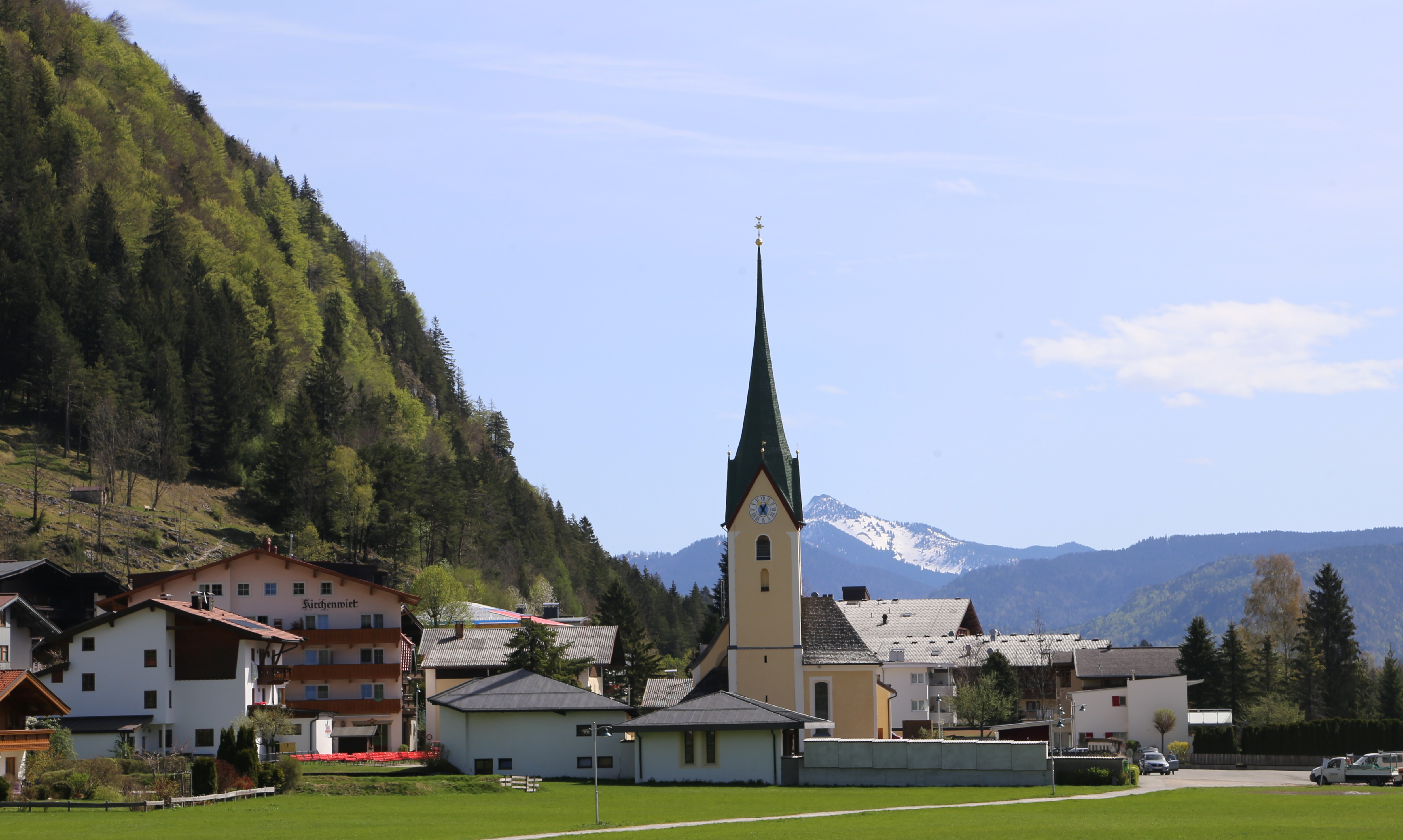
Katholische Pfarrkirche hl. Johannes der Täufer in Walchsee

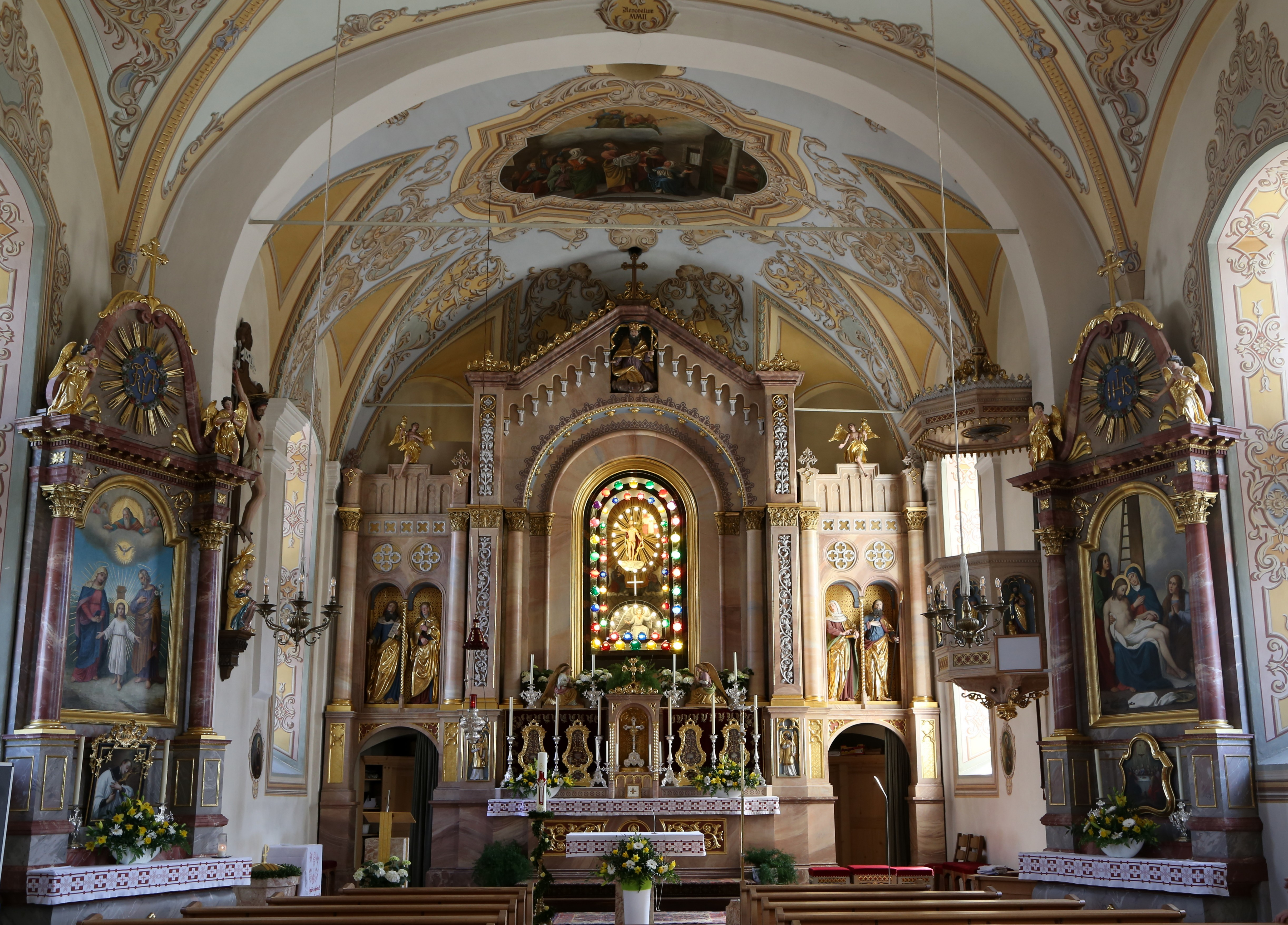
Langhaus, Blick zum Chor

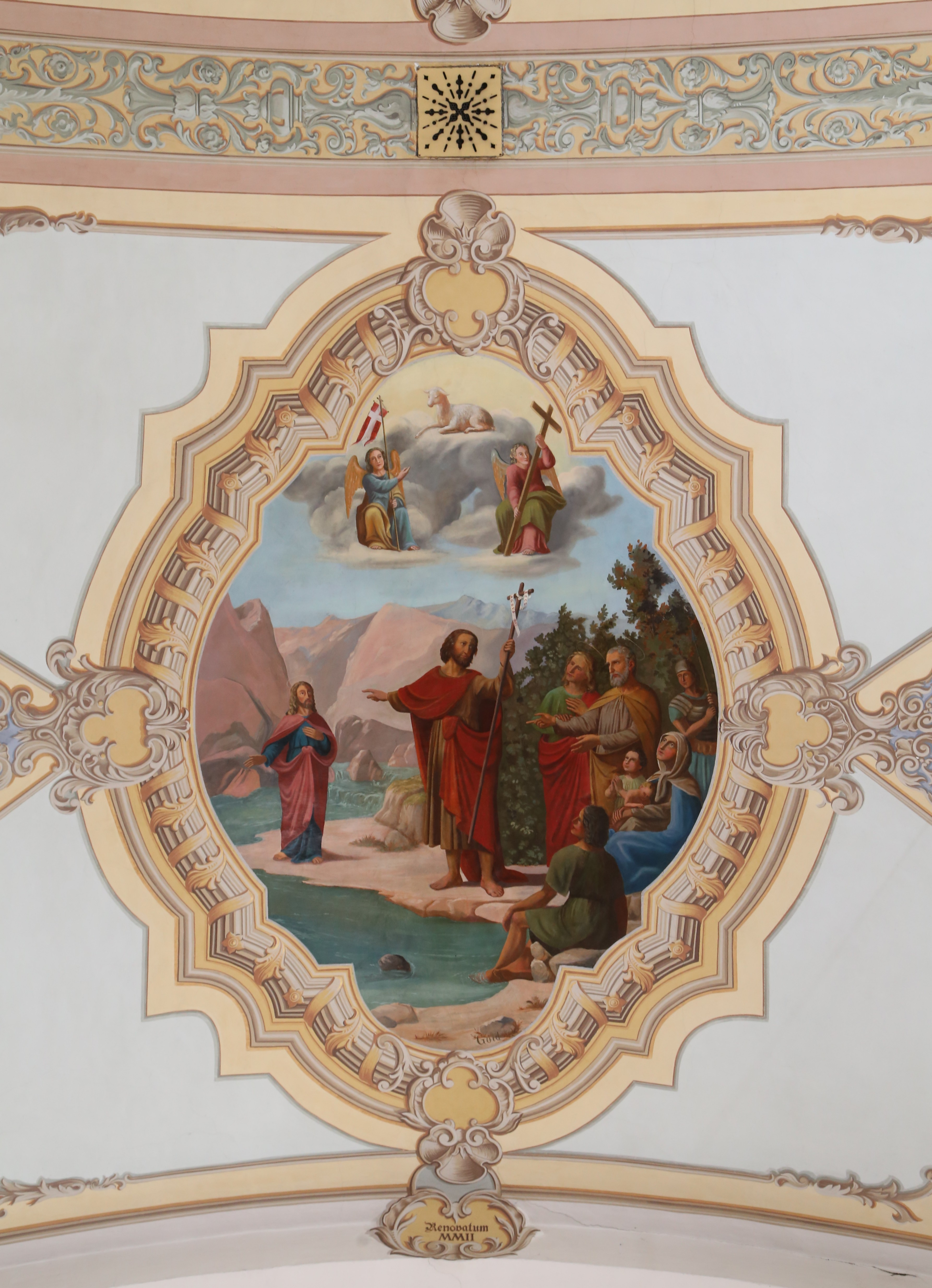
Deckenmalerei Taufe Christi von Josef Gold

Die Pfarrkirche Walchsee steht südlich der Hauptstraße in der Gemeinde Walchsee im Bezirk Kufstein im Bundesland Tirol. Die dem Patrozinium hl. Johannes der Täufer unterstellte römisch-katholische Pfarrkirche gehört zum Dekanat Kufstein der Erzdiözese Salzburg. Die Kirche, der Friedhof und das Kriegerdenkmal stehen unter Denkmalschutz (Listeneintrag).

## Geschichte
Urkundlich wurde 1399 eine Kirche genannt. Die spätgotische Kirche wurde 1626 verändert und 1702–1704 nach den Plänen des Baumeisters Martin Pockh umgestaltet. Die Kirche wurde in der Mitte des 19. Jahrhunderts renoviert. 1891 wurde die Kirche zur Pfarrkirche erhoben. 1905 bis 1908 war eine Renovierung.

## Architektur
Die Kirche ist eine barocke Saalraumkirche mit einem gotischen Westturm.
Das Kirchenäußere zeigt sich schlicht gegliedert mit Segmentbogenfenstern. An das Langhaus schließt ein leicht eingezogener polygonal schließender Chor an. Südlich ist eine zweigeschoßige Sakristei angebaut. Der vorgestellte spätgotische Westturm aus dem 15. Jahrhundert hat barocke Schallöffnungen aus 1773 und trägt einen Giebelspitzhelm. Die offene Vorhalle im Turmerdgeschoß ist kreuzrippengewölbt, die Nischenfigur Christus im Kerker ist aus dem 18. Jahrhundert. Das gotische Westportal ist zweifach gekehlt und hat eine neugotische Holztüre mit Maßwerkschnitzerei. Das rundbogige Nordportal nennt 1626.
Das Kircheninnere zeigt ein dreijochiges Langhaus unter einem Tonnengewölbe mit Stichkappen aus 1702/1704 und Wände mit Pilastergliederung. Die tiefe Westempore ist zweigeschoßig. Durch Wandpfeiler und Gurtbogen vom Langhaus abgesetzt schließt ein einjochiger gotischer Chor mit einem Fünfachtelschluss an, das gotische Gewölbe ist mit barock verkleidet. Die Decken- und Wandmalereien mit barockisierendem Dekor und drei Medaillons Geburt von Johannes der Täufer, Taufe Christi und Enthauptung des Johannes schuf ursprünglich Sebastian Anton Defregger 1813 und wurde vom Maler Josef Gold 1908 übermalt.

## Ausstattung
Den Hochaltar mit einem frühhistoristischen Aufbau in Höhe und Breite des Chores mit seitlichen Opfergangsportalen und Figurennischen schuf Joseph Stumpf 1855, das Hochaltarbild Taufe Christi malte Franz N. Streicher im Ende des 18. Jahrhunderts, der Hochaltar trägt die Figuren Zacharias und Elisabeth, Anna und Joachim aus dem 19. Jahrhundert, im Giebel Gottvater aus dem 18. Jahrhundert, das Reliquiare auf der Mensa und der Leuchterengel zeigen sich im Rokoko.
Die Seitenaltäre schuf Johann Schweinester 1843, sie zeigen links das Altarbild Heilige Familie von J. K. 1911 und rechts das Altarbild Beweinung Christi vom gleichen Maler.
Es gibt ein gotisches Vortragekreuz um 1430. Büsten der Hll. Peter und Paul schuf Benedikt Faistenberger 1673.